# Daisy Lowe
Daisy Rebecca Lowe (ur. 27 stycznia 1989 w Londynie) – angielska modelka i aktorka. Córka lidera zespołu Bush Gavina Rossdale'a oraz piosenkarki Pearl Lowe. Jako modelka pracowała m.in. dla Chanel. Jest także fotomodelką, jej zdjęcia znajdowały się na okładkach m.in. „Vogue” i „Marie Claire”.
W 2014 roku została sklasyfikowana na 88. miejscu listy 100 Sexiest Women In The World 2014 według magazynu FHM.

## Filmografia
| Tytuł                      | Rok  | Rola       | Uwagi                                   | Źródło |
| -------------------------- | ---- | ---------- | --------------------------------------- | ------ |
| "The First Days of Spring" | 2009 | jako Diane | film fabularny, reżyseria: Charlie Fink | [ 3 ]  |